# 國道51號 (日本)

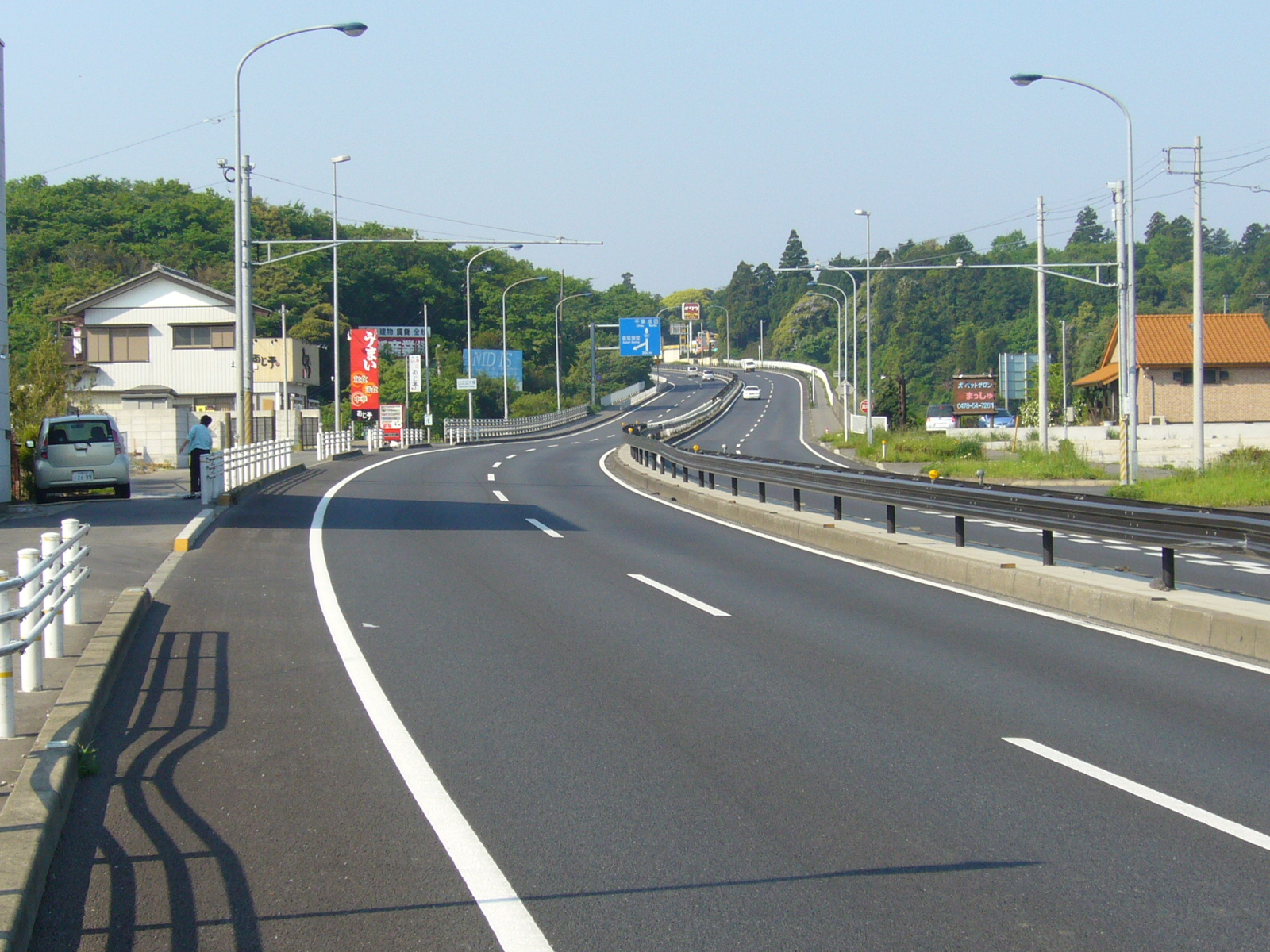
國道51號・香取市玉造

國道51號是日本千葉縣千葉市至茨城縣水戶市的一般國道。全線與東關東自動車道水戶線並走。

## 概要
- 陸上距離：124.0km
- 起點：千葉縣千葉市（廣小路交差點＝國道14號終點、國道126號交點）
- 終點：茨城縣水戶市（三之丸1丁目交點＝國道50號終點、國道118號・國道400號起點）
- 主要經由地：千葉縣佐倉市、成田市、香取市、茨城縣稻敷市、潮來市、鹿嶋市、鉾田市、大洗町
- 指定區間：全線
- 車線數:大洗町成田～水戶市的東水戶道路水戶大洗IC與稻敷市内、香取市内合計4車線、鉾田市内（舊大洋村）為登坂車線上下線1箇所設置以外為片側1車線。

## 历史
- 1953年5月18日 二級國道123號千葉水戶線（千葉縣千葉市 - 茨城縣水戶市）
- 1963年4月1日 一級國道51號（千葉縣千葉市 - 茨城縣水戶市）  -- 123號昇格。123號為宇都宮市 - 水戶市區間。
- 1965年4月1日 一般國道51號（千葉縣千葉市 - 茨城縣水戶市）

## 重複區間
- 茨城縣水戶市塩崎町（塩崎町交點） - 茨城縣水戶市三之丸（三之丸1丁目交點）：國道245號

- 茨城縣鹿嶋市宮中 - 茨城縣水戶市三之丸（三之丸1丁目交點）：國道124號

- 千葉縣香取市佐原（國道356號交點） - 茨城縣潮來市永山（永山交差點）：國道355號

- 千葉縣香取市佐原（國道356號交點） - 茨城縣稻敷市西代（北田交差點）：國道125號

## 通過市町村
- 千葉縣
  - 千葉市（中央區 - 若葉區） - 四街道市 - 佐倉市 - 印旛郡酒酒井町 - 成田市 - 香取市
- 茨城縣
  - 稻敷市 - 潮來市 - 鹿嶋市 - 鉾田市 - 東茨城郡大洗町 - 水戶市

## 接續路線
- 千葉縣
  - 國道14號・國道126號（千葉市中央區・廣小路交差點、起點）
  - 國道16號（千葉市若葉區）
  - 佐倉IC - 東關東自動車道（佐倉市）
  - 國道296號（印旛郡酒酒井町）
  - 國道295號・國道408號・國道409號・國道464號、大榮IC - 東關東自動車道（成田市）
  - 國道356號（香取市）
- 茨城縣
  - 國道125號（稻敷市）
  - 國道355號・水郷有料道路（潮來市）
  - 國道124號（鹿嶋市）
  - 國道354號（鉾田市）
  - 國道6號・國道245號、水戶大洗IC - 東水戶道路（水戶市）
  - 國道50號・國道118號（水戶市終點）（※國道118號重複＝國道123號・國道349號・國道400號）

## 繞道
- 北千葉繞道（千葉縣千葉市若葉區）（工事中）
- 佐倉繞道（千葉縣佐倉市）
- 酒酒井繞道（千葉縣印旛郡酒酒井町）
- 佐原繞道（千葉縣香取市）
- 東繞道（茨城縣稻敷市）
- 牛堀繞道（茨城縣潮來市）
- 潮來繞道（茨城縣潮來市）（未開通）
- 鹿嶋繞道（茨城縣潮來市 - 茨城縣鹿嶋市）
- 夏海繞道（茨城縣東茨城郡大洗町）
- 大洗繞道（茨城縣東茨城郡大洗町 - 茨城縣水戶市）

## 道路改良事業
- 千葉市 - 四街道市（北千葉擴幅事業）
千葉市若葉區貝塚町（始點） - 四街道市成山（終點）一部供用中。
- 酒酒井町（酒酒井町改良事業）
酒酒井町上本佐倉（始點） - 酒酒井町上岩橋（終點）供用中。
- 成田市（成田擴幅事業）
成田市並木（始點） - 成田市東金山（終點）一部供用中。
- 成田市（大榮擴幅事業）
成田市桜田（始點） - 成田市所（終點）供用中。
- 香取市（佐原繞道）供用中。

## 主要橋梁
起點側起
- 成田橋（根木名川）
- 水郷大橋（利根川）
- 新神宮橋（北浦）
- 神宮橋（北浦）

## 別名
- 佐倉街道：千葉市中央區（廣小路交差點） - 佐倉市（神門（ごうどう）交差點）
- 成田街道：印旛郡酒酒井町 - 成田市（寺台INTER）
- 佐原街道：成田市（寺台INTER） - 香取市（水郷大橋）

## 關連項目
- 關東地方道路一覽

## 外部連結
- 關東地方整備局
  - 千葉國道事務所 （页面存档备份，存于）
  - 常陸河川國道事務所 （页面存档备份，存于）